# Willy Isensee
Willy Isensee (* 26. Januar 1898 in Gortz; † nach 1946) war Politiker (SED) und Landtagsmitglied in Sachsen-Anhalt.

## Leben
Willy Isensee war der Sohn des Bauarbeiters Christian Isensee. Er besuchte die achtjährige Volksschule und arbeitete danach bis 1917 als Fabrikarbeiter. 1917 bis 1920 leistete er Kriegsdienst. Nach dem Krieg war er bis 1924 Mitarbeiter der Reichspost und als Metallarbeiter bei den Brennaborwerken Brandenburg. Ab 1924 arbeitet er bei der Reichsbahn und war in dieser Zeit nach eigenen Angaben im Landtagshandbuch als Funktionär in der Arbeiterbewegung politisch und gewerkschaftlich tätig.
1945 trat er in die KPD ein und wurde mit der Zwangsvereinigung von SPD und KPD SED-Mitglied. Er war Betriebsratsvorsitzender des Reichsbahnausbesserungswerke Brandenburg-West in Kirchmöser tätig.
Bei der Landtagswahl in der Provinz Sachsen 1946 wurde er im Wahlbezirk I (Jerichow II, Salzwedel, Osterburg, Stendal und Gardelegen) in den Landtag Sachsen-Anhalt gewählt.